# Rdzeniowy zanik mięśni
Rdzeniowy zanik mięśni (ang. spinal muscular atrophy, SMA) – rzadkie, genetycznie uwarunkowane schorzenie nerwowo-mięśniowe przejawiające się degeneracją neuronów rogów przednich rdzenia kręgowego, co wywołuje postępujące upośledzenie mięśni szkieletowych, w ciężkich przypadkach prowadzącym do śmierci. Schorzenie związane jest z mutacją genu SMN1 (locus 5q13.2).
Pierwszym lekiem o działaniu przyczynowym, stosowanym w leczeniu rdzeniowego zaniku mięśni był nusinersen, w grudniu 2016 dopuszczony do obrotu w Stanach Zjednoczonych, a w maju 2017 w Unii Europejskiej.

## Klasyfikacja
Tradycyjnie stosuje się podział na trzy postacie (typy) rdzeniowego zaniku mięśni, w zależności od czasu wystąpienia pierwszych objawów i osiągniętych etapów rozwoju ruchowego:
- Typ 1 (postać niemowlęca, choroba Werdniga-Hoffmanna) – o najgorszym rokowaniu, objawy widoczne są przy urodzeniu lub w pierwszych miesiącach życia; wyróżnia się postać ostrą (typ 1a, w najcięższych przypadkach nazywany niekiedy typem 0) i dużo rzadszą przewlekłą (typ 1b).
- Typ 2 (postać pośrednia) – pierwsze objawy ujawniają się zwykle między 6. a 18. miesiącem życia, dzieci są w stanie siedzieć samodzielnie przynajmniej przez pewien czas.
- Typ 3 (postać młodzieńcza, choroba Kugelberga-Welander) – pierwsze objawy obserwuje się po 12. miesiącu życia, chorzy są w stanie stać i samodzielnie wykonać co najmniej trzy kroki, aczkolwiek umiejętność ta zwykle zanika wraz z postępem choroby.

Niekiedy wyróżnia się też typ 4, czyli postać dorosłą, gdy pierwsze objawy obserwuje się w czwartej dekadzie życia lub później. Jest to postać najłagodniejsza, zwykle skutkująca tylko nieznacznym upośledzeniem chodzenia.

## Objawy
Obraz kliniczny związany jest z postępującym osłabieniem mięśni szkieletowych, wynikającym z braku pobudzenia nerwowego, i obejmuje:
- ogólne osłabienie mięśni szkieletowych – w zależności od typu niemożność samodzielnego siadania, stania, chodzenia
- ograniczoną ruchomość
- niewydolność oddechową, skutkującą podatnością na infekcje układu oddechowego
- problemy z przełykaniem i trawieniem
- przykurcze mięśniowe, skutkujące między innymi skoliozą
- drżenie (fascykulacja) języka

Rozwój intelektualny i emocjonalny jest normalny.

## Rokowanie
Ciężka niewydolność oddechowa charakterystyczna dla postaci pierwszej rdzeniowego zaniku mięśni prowadzi do śmierci w ciągu pierwszych kilku–kilkunastu miesięcy życia. Wprowadzenie wentylacji wspomaganej znacznie przedłuża ten okres. Postać przewlekła postaci pierwszej (typ 1b) występuje u ok. 10% dzieci i przejawia się stabilizacją postępu choroby, zazwyczaj następującą po całkowitej utracie władzy we wszystkich mięśniach szkieletowych.
Osoby z drugą postacią SMA w większości dożywają wieku dorosłego, aczkolwiek na postęp choroby istotny wpływ ma właściwa opieka oddechowa i żywieniowa oraz fizjoterapia. Przy właściwym wsparciu chorzy są w stanie prowadzić względnie samodzielne życie, niektórzy zakładają rodziny.
Najłagodniejsza trzecia postać SMA przejawia się głównie utratą władzy w nogach i osłabieniem pozostałych mięśni szkieletowych, ale nie wpływa na długość życia.
Leczenie nusinersenem u około połowy pacjentów biorących udział w badaniach klinicznych skutkowało zatrzymaniem albo odwróceniem procesu chorobowego.

## Diagnostyka
Rdzeniowy zanik mięśni diagnozuje się na podstawie badania genetycznego – analizy mutacji w genie SMN1 – standardowo wykonywanego z próbki krwi przy użyciu metody PCR albo MLPA.
Diagnostykę prenatalną SMA wykonuje się na wczesnym etapie życia płodowego u płodów mających podwyższone ryzyko SMA, na przykład w związku z wystąpieniem choroby u osób pokrewnych. Diagnoza SMA u płodu może być wskazaniem do zakończenia ciąży.
Genetyczną diagnostykę preimplantacyjną (PGD) stosuje się zwykle w połączeniu z technikami wspomaganego rozrodu, badaniu poddając komórki jajowe lub komórki zarodka przed podaniem do jamy macicy (implantacją).
W niektórych krajach, w tym od 2021 r. w Polsce, prowadzi się badania przesiewowe noworodków pod kątem SMA.
Wykonywane są też badania genetyczne pod kątem nosicielstwa mutacji genetycznej predysponującej do SMA.

## Leczenie

### Leczenie objawowe
Leczenie objawowe polega, szczególnie w słabszych postaciach choroby, na wprowadzeniu wsparcia oddechu (za pomocą wentylacji mechanicznej), wsparciu żywieniowym (przy zastosowaniu gastrostomii), a także chirurgicznej korekcji ewentualnych zmian w kręgosłupie. We wszystkich postaciach choroby, z wyjątkiem najłagodniejszych, niezbędne jest zapewnienie mobilności, zwykle przy użyciu wózków inwalidzkich. Ogromne znaczenie dla spowolnienia rozwoju choroby i utrzymania chorego w dobrym stanie fizycznym ma fizjoterapia (między innymi kinezyterapia, hydroterapia) i terapia zajęciowa.

### Leczenie farmakologiczne
W grudniu 2016 w Stanach Zjednoczonych, a w maju 2017 w Unii Europejskiej dopuszczony został pierwszy lek przeciw rdzeniowemu zanikowi mięśni – nusinersen (Spinraza) – oparty na oligonukleotydach antysensowych modyfikujących splicing alternatywny genu SMN2. Na etapie eksperymentów klinicznych pozostaje ponadto kilka innych preparatów opracowanych w celu leczenia SMA, w tym leki modyfikujące splicing alternatywny genu SMN2 oraz terapia genowa (onasemnogen abeparwowek, nazwa handlowa Zolgensma – w 2019 dopuszczony do użytku w USA, a w 2020 w Unii Europejskiej).

## Epidemiologia
Rdzeniowy zanik mięśni jest dziedziczony w sposób autosomalny recesywny; nosicielem mutacji genu SMN1 jest jedna na 30–50 osób w populacji. Choroba występuje na całym świecie i wśród wszystkich grup etnicznych z częstością 1:5000–12 000 w populacji i z częstością 1:4000–9000 żywych urodzeń.

## Klasyfikacja ICD10
| kod ICD10     | nazwa choroby                                                              |
| ------------- | -------------------------------------------------------------------------- |
| ICD-10: G12   | Zanik mięśni pochodzenia rdzeniowego i zespoły pokrewne                    |
| ICD-10: G12.0 | Zanik mięśni pochodzenia rdzeniowego dziecięcy, typu I (Werdniga-Hoffmana) |
| ICD-10: G12.1 | Inne dziedziczne zaniki mięśni pochodzenia rdzeniowego                     |